# التعدين الكهربائي
التعدين الكهربائي electro metallurgy هو طريقة لاستخلاص المعادن ومعالجتها باستخدام الأفران التي تعتمد على الطاقة الكهربائية في عمليات الصهر والتسخين. يتميز الصهر الكهربائي بإمكانية التوصل إلى درجة حرارة عالية في مكان الصهر، احتراق المعدن ويضمن التخلص من أكبر نسبة من العناصر الضارة كالفسفور والكبريت، وكذلك يخفف كثيراً من عناصر الأشابة نتيجة لعدم وجود لهب مؤكسد.
الحرارة الكهربائية
ينتج عن سريان التيار الكهربائي في موصل عدة تأثيرات مفيدة منها: الحرارة الكهربائية، والإنارة، والمغنطيسية، والتأثيرات الكيميائية. الحرارة الكهربائية هي الأثر الأومي للتيار الكهربائي في أثناء مروره في ناقل، وبفعل أثر جول فإن مجمل الطاقة الكهربائية المنقولة تتحول إلى طاقة حرارية، يمكن استخدامها في عمليات التعدين والصهر والمعالجات الحرارية وعمليات اللحام، حيث يبلغ مستوى الحرارة الناتج عن بلازما القوس الكهربائي من 10000 إلى 22000 كلفن، وتبلغ الحرارة اللازمة من أجل صهر المعادن بوجه عام من 2000ْ إلى 3000ْ درجة مئوية. أما الحرارة اللازمة من أجل المعالجات الحرارية فتراوح بين 400ْ إلى 800ْ درجة مئوية.
طرائق التسخين المستخدمة
تصنف التجهيزات الكهروحرارية بالنظر إلى الكيفية التي تتم بها عملية التسخين إلى:
أ ـ التسخين بالمقاومة الكهربائية: يتم هذا النوع من التسخين بوصل نهايتي القطعة المراد تسخينها إلى منبع تيار كهربائي متناوب، وبذلك فإن تياراً عالي الشدة يمر عبر القطعة وترتفع درجة حرارتها بسبب مقاومة المعدن حتى الدرجة المطلوبة. تستخدم هذه الطريقة في إحماء القطع الطويلة وصغيرة القطر حتى 50مم. ويقدر استهلاك القدرة الكهربائية بنحو 0.30-0.35 كيلو واط ساعي لكل كيلو غرام من المعدن.
تنتج الحرارة في أفران المقاومة الكهربائية بسبب إطلاق الحرارة في الجسم عند مرور التيار الكهربائي به، ويتم عادة وصل الأجسام الصلبة أو السائلة الناقلة بالدارة الكهربائية من دون وسيط.
ويُتحكم في درجة حرارة الفرن الكهربائي بتغيير شدة التيار الكهربائي، وتراوح درجات الحرارة في فرن المقاومة بين 540ْ و1500ْ درجة مئوية. وتحدد درجة الحرارة القصوى بنقطة انصهار مادة المقاوم. فالمقاومات المصنوعة من سبيكة النيكل والكروم تسمح بإنتاج درجات حرارة تصل إلى 1100ْ درجة مئوية، بينما تسمح المقاومات المصنوعة من كربيد السليكون بالوصول إلى درجة حرارة 1500ْ درجة مئوية. وقد تتعدى درجات الحرارة في فرن كهربائي 3300ْ درجة مئوية.
تستخدم أفران المقاومة الكهربائية لتسخين وصهر المواد السهلة الانصهار(قصدير ـ رصاص ـ ألمنيوم ـ مغنيزيوم)، وبصورة رئيسية في أفران الخلط السبائكي، وفي عمليات المعالجة الحرارية المخبرية.
ب ـ التسخين بالتحريض الكهربائي المغنطيسي: يوفر التسخين بالتحريض induction heating التحديد الدقيق لدرجة حرارة المعدن ولزمن التسخين، وتكون الفواقد الحرارية قليلة جداً لأن وشيعة التسخين inductor تكون باردة، ويحصل الإشعاع الحراري فقط في القطعة المسخنة. أهم مزايا التسخين بالتحريض الكهربائي اختصار زمن المعالجة الحرارية، ومن ثم زيادة إنتاجية العمل والحصول على منتجات خالية من القشور الأكسيدية، وسهولة التشغيل وصيانة أجهزة التسخين وانتظام درجة الحرارة في الجسم المراد تسخينه (التجانس الحراري).
يحدث التسخين التحريضي الكهربائي نتيجة للأثر الحراري للتيار الكهربائي الناتج بالتحريض في المنتج الموضوع في مجال مغنطيسي متردد، ولإجراء التسخين يوضع المنتج في ملف وشيعة التسخين وهو عبارة عن لفة أو عدة لفات من أنبوب نحاسي مجوف ومبرد بالماء. وبمرور التيار الكهربائي المتناوب في ملف الوشيعة ينشأ مجال مغنطيسي متردد، ونتيجة لظاهرة التحريض تنشأ في الطبقة السطحية تيارات دوامية (فوكو) وبذلك تسخن هذه الطبقة السطحية للمنتج المعالج حرارياً تحت تأثير التيارات المذكورة. يعزل ملف الوشيعة عادة بشريط رقيق جداً ويزود ببطانة مصنوعة من صفائح عازلة مقاومة للحرارة (من الشاموت بثخانة 10مم)
وتقسم أجهزة التسخين بالتحريض حسب تصميمها إلى محورية وعرضية. تحتوي أجهزة التسخين المحورية A المسخنة في حين تحتوي أجهزة التسخين العرضية traversal type، وتقسم أجهزة التسخين بالتحريض بحسب تصميمها إلى محورية وعرضية.
تحتوي أجهزة التسخين المحورية axial type على وشيعة تسخين تسير فيها خطوط الحقل المغناطيسي في مستوى عمودي على محور القطعة المسخنة، في حين تحتوي أجهزة التسخين العرضية traversal type على وشيعة تسخين تسير فيها خطوط الحقل المغناطيسي في مستوى عمودي على محور القطعة المسخنة.
```
وتكون مصادر التيار للتسخين بالتحريض الكهربائي عادة: شبكة التيار الصناعي50 
هرتز
، أو جهاز مضاعف التردد الصناعي، ويعمل على مضاعفة التردد العالي من 50 
هرتز
 إلى 150 
هرتز
.
```

أما التسخين بالتردد المتوسط فتستخدم فيه محولات التردد الدورانية rotaryfrequency converter.
وللحصول على ترددات عالية فوق 10000هرتز، تستخدم مولدات التردد الإلكترونية.
يقدر استهلاك القدرة الكهربائية بنحو 0.4-0.5 كيلو واط ساعي لكل 1 كيلو غرام من المعدن.
تستخدم أفران وأجهزة التسخين التحريضي على نحو واسع لتسخين المعادن غير الحديدية والمعادن الخفيفة وحديد الزهر وبعض السبائك على أساس الحديد والنيكل وصهرها، كما يمكن صهر المواد الغير ناقلة للكهرباء في أفران التحريض ذات البوتقة الغرافيتية.
ج ـ التسخين بالقوس الكهربائية: يعد فرن القوس الكهربائي electrical arc furnace من أكثر أنواع الأفران الكهربائية استخداماً لإنتاج الفولاذ. إذ يتكون فرن القوس الكهربائي من غلاف فولاذي بشكل دائري مبطن من الداخل بالأجر الحراري ويبرد بالماء في الأماكن التي تتعرض لدرجات الحرارة العالية.
هناك في سقف الفرن ثلاثة ثقوب يتم فيها وضع ثلاثة قضبان من الكربون، يطلق عليها الأقطاب، توضع في الشحنة لتوصيل التيار الكهربائي إليها. يتقوس (يقفز) تيار كهربائي قوسي قوي من كل قطب إلى مادة الشحنة ومنها إلى القطب الأخر وبالتالي يتشكل قوس كهربائي بين الأقطاب الغرافيتية الثلاثة والمعدن نتيجة مرور تيار كهربائي متناوب ثلاثي الطور
تستخدم في هذه الأفران أقطاب غرافيتية أو فحمية، وتمتاز الأقطاب الغرافيتية عن الفحمية بانخفاض مقاومتها للتيار الكهربائي مما يخفض الضياع الكهربائي، وبمتانتها العالية واستهلاكها أقل من الأقطاب الفحمية حيث يستهلك ما بين 8 كيلو غرام إلى 10 كيلو غرام لكل طن من المعدن المصهور.
ينتج عن هذه الأقواس الكهربائية كميات هائلة من الحرارة تصهر المادة بسرعة وتحفز التفاعلات الكيميائية التي تنتج الفولاذ. وتعد أفران القوس الكهربائي أسلوباً مثالياً لصناعة بعض أنواع الفولاذ السبائكي الخاصة وفولاذ العُدَد، كما تستخدم بشكل واسع من أجل صهر المعادن الحديدية والمواد اللامعدنية وكذلك المواد المقاومة للصهر والبلاستيك المقاوم للحرارة.
د ـ التسخين بالقذف الإلكتروني: يعتمد التسخين بالقذف الإلكترونيelectron bombardment على أساس إطلاق الحرارة على الجسم المراد تسخينه في الفراغ عن طريق قذف حزمة الإلكترونات المنبعثة من مهبط خاص بها. يدعى جهاز القذف الإلكتروني بالمدفع الإلكتروني الذي يقذف حزمة إلكترونية electron beam منبعثة عن المهبط والمتسارعة في الحقل الكهربائي وتشكل حقلاً كهرومغنطيسياً. إذ تقذف الحزمة الإلكترونية من خلال منفث في المصعد متجهةً نحو سطح الجسم المراد تسخينه
ومن ثم ينجز التسخين بالقذف الإلكتروني عن طريق مهبط مساعد ذو توهج حراري مباشر.
يستخدم جهاز التسخين بالقذف الإلكتروني بشكل واسع في تسخين المعادن وصهرها وفي عمليات اللحام والهندسة اللاسلكية والمجاهر الإلكترونية.
هـ ـ التسخين بالبلازما: يقصد بالبلازما حالة المادة في درجات الحرارة لأعلى من 1000ْ درجة مئوية، إذ تُحوّل باستخدام غاز خامل كالأرغون. يمرر هذا الغاز من منفث ضيق بسرعة عالية، حيث أنه يتعرض لقوس كهربائي (أي تفريغ كهربائي عالٍ خلال غاز متشرد أو مُتأين، ويتم هذا التفريغ وارتفاع درجة الحرارة باصطدام الإلكترونات بإيونات الغاز الموجود فيتأين هذا الغاز وتتحلل جزيئات منه مولدةً حرارة فائقة الارتفاع (16000 ـ 22000ْ درجة مئوية حسب سرعة مرور الغاز).
يُسخن المنتج في جهاز البلازما في لهب الغاز المنفوخ خلال القوس. يدعى الجهاز الذي يحول الطاقة الكهربائية إلى طاقة حرارية لفيض بلازما الحرارة المنخفضة بمولد البلازما
تقسم مولدات البلازما إلى نوعين: مولدات بلازما قوسية، إذ ينفخ الغاز إلى مجال التفريغ الكهربائي القوسي، ومولدات بلازما عالية التردد أي تفريغ لا إلكترودي عالي التردد.
تتألف معظم مولدات البلازما القوسية من مصعد أنبوبي نحاسي مبرد وقضيب مقاوم لدرجات الحرارة العالية أو مهبط نحاسي حلقي مبرد. ويكون عادة الغاز العامل: أرغون، هليوم، آزوت، هيدروجين، ميثان.
تستخدم أجهزة التسخين بالبلازما في عمليات تسخين المعادن وصهرها وكذلك في عمليات اللحام وصهر المواد المقاومة لدرجات الحرارة العالية. وتستخدم مولدات البلازما عالية التردد من أجل استنبات البلورات الأحادية للمواد المقاومة للصهر.
التحليل الكهربائي الناري
هو عملية يمر فيها تيار كهربائي خلال سائل، فيحدث تفاعلاً كيميائياً. فإذا كان السائل هو الماء فانه يتحلل إلى عنصريه: الهدروجين والأوكسجين. أما إذا كان السائل محلولاً يحتوي على فلز ما، فإن التحليل الكهربائي electro analysis يؤدي إلى تفكك المحلول فيترسب الفلز.للقيام بالتحليل الكهربائي يوضع موصلان كهربائيان، كقضيبين من الغرافيت أو فلز في سائل. يسمى هذان القضيبان قطبين كهربائيين. يوصل القطبان إلى أطراف بطارية أو مولد تيار مستمر بأسلاك، ولابد أن يحتوي السائل على إلكتروليت يمكنه من حمل التيار وإكمال الدارة الكهربائية
يكون القطبان الكهربائيان والسائل والوعاء الذي يجمعها ما يسمى بخلية التحليل الكهربائي. ويسمى القطب الكهربائي الموصل إلى قطب البطارية السالب المهبط، وهو يحمل الإلكترونات من البطارية إلى خلية التحليل الكهربائي، في حين يسمى القطب الموصل إلى قطب البطارية الموجب المصعد، وهو يحمل الإلكترونات من الخلية إلى البطارية. عندما يسري التيار الكهربائي خلال خلية التحليل الكهربائي، تحدث تغيرات كيميائية عند سطح كل من القطبين الكهربائيين.
يتحد عند المهبط السائل المتحلل مع الإلكترونات القادمة من البطارية، وتسمى هذه العملية بالاختزال. أما عند المصعد فان السائل يفقد إلكترونات يعطيها للمصعد، وتسمى هذه العملية بالأكسدة.
يؤدي التحليل الكهربائي دوراً مهما في الصناعة، إذ يمكن بوساطته تحديد كمية المعادن والفلزات في المواد المختلفة. ويوضح اختبار التحليل مدى نقاء الفلزات النفيسة، كما يوضح ما إذا كانت الطبقات المعدنية جديرة بالتعدين. كما ينتج المغنيسيوم والألمنيوم وبعض الفلزات الأخرى تجاريا بالتحليل الكهربائي، فيتم الحصول على فلز الألمينوم بوساطة التحليل الكهربائي للألومينا الذائبة في معدن الكريوليت المنصهر. وينقى النحاس وغيره من الفلزات بالتحليل الكهربائي، فإذا كان المصعد قضيباً من نحاس غير نقي، وكان المهبط قضيباً من نحاس نقي، فإن القضيب غير النقي يذوب في أثناء التحليل الكهربائي في شوارد النحاس، ويترسب النحاس النقي من هذا القضيب على سطح المهبط، بينما تترسب كل الشوائب الموجودة في المصعد إلى قاع خلية التحليل الكهربائي ويمكن إزالتها بعد ذلك.